# Wauja
I Wauja  sono un gruppo etnico del Brasile che ha una popolazione stimata in 409 individui (2011).

## Lingua
Parlano la lingua Maipure, lingua che appartiene alla famiglia linguistica Aruak, insieme ai Mehinako, ai Yawalapiti, ai Pareci e agli Enawene Nawe.

## Insediamenti
Vivono nello stato brasiliano del Mato Grosso, nella riserva del Parque Indígena do Xingu. In particolare occupano l'area nei pressi del lago Piyulaga, un nome che può essere tradotto come "luogo di pesca", e che dà anche il nome al villaggio. Al 2001, 273 membri vivevano nel villaggio principale, un centro abitato circolare tipico delle costruzioni delle popolazioni stanziate nella regione dello Xingu mentre altri 63 membri vivevano in altre località sempre all'interno della riserva.

## Storia
I Wauja sono stati menzionati per la prima volta dall'etnologo tedesco Karl von den Steinen. In un suo diario racconta di una spedizione nel Brasile centrale, e, in data 24 agosto 1884, di aver superato l'ultimo villaggio nei pressi del fiume Batovi e di aver chiesto ai locali se oltre esistesse qualche tribù di indios; gli fu risposto che esistevano le tribù dei Custenaú, dei Trumai e dei "Vaurá". Inoltre, grazie a ricerche archeologiche, è stato stabilito che i popoli dell'area discendevano dai vari gruppi che migrarono dalla estremo sud-occidentale del bacino amazzonico e che avevano fondato i primi villaggi tra l'800 e il 900 a.C. La natura dei resti archeologici e le datazioni al carbonio indicano insediamenti nell'area stabili, senza grossi flussi migratori e basati su grandi villaggi di forma circolare, per una superficie stimata da 40 a 50 ettari, e molto popolati.
Nel 1998, fu omologata all'interno del Parco Indigeno dello Xingu, una piccola porzione di terra assegnata ai Wauja e indicata come "Territorio Indigeno Batovi". Tuttavia, secondo un capo Wauja, la vera località per la quale i Wauja combattono da decenni è un luogo sacro localizzato in un sito archeologico con pitture rupestri chiamato Kamukuwaká, 40 km a sud della foce del fiume Ulupuene.

## Vita sociale
Sono particolarmente noti per la raffinatezza con la quale decorano cesti e vasi di ceramica per le loro maschere rituali. Gli anziani praticano lo sciamanesimo. La cultura Wauja possiede una visione del mondo caratteristica in cui i legami tra gli animali, le cose, gli esseri umani e gli esseri non umani permea l'intera concezione della vita ed è alla base delle loro pratiche sciamaniche.
I Wauja riconoscono tre classi di sciamani:
- Yakapá (letteralmente: "colui che corre semiconscio"), i più importanti, dotati di una particolare forza terapeutica.
- Pukaiwekeho, maestro di canti sciamanici; imparare i canti, tramandati di generazione in generazione per via orale, è un'arte considerata difficile e prestigiosa. Dei sette pukaiwekeho esistenti, due sono anche yakapá, il che fornisce loro un prestigio ancora più grande.
- Yatamá (letteralmente: "coloro che fumano solo"), sciamani esperti nell'arte del fumo da foglie di tabacco, devono superare apprendistato che culmina con la completa padronanza delle tecniche di trance e del salvataggio dell'anima tramite divinazione.[1]